# Нодар Ітонішвілі
Нодар Ітонішвілі (нар. 14 листопада 1987) — колишній грузинський тенісист.
Найвищу одиночну позицію світового рейтингу — 1 місце досяг 18 серпня 2008, парну — 1 місце — 29 квітня 2013 року.

## Фінали ф'ючерсів і челленджерів

### Парний розряд: 2 (0–2)
| Легенда                 |
| ----------------------- |
| ATP Челленджери 0 (0–0) |
| ITF Ф'ючерс 2 (0–2)     |

| Титули за покриттям |
| ------------------- |
| Тверде (0–0)        |
| Ґрунт (0–2)         |
| Трава (0–0)         |
| Килим (0–0)         |

| Результат | В-П | Дата     | Турнір                 | Рівень  | Покриття | Партнер         | Суперники                           | Рахунок  |
| --------- | --- | -------- | ---------------------- | ------- | -------- | --------------- | ----------------------------------- | -------- |
| Поразка   | 0–1 | Лис 2007 | Барселона, Іспанія F42 | Ф'ючерс | Ґрунт    | Юнес Рашиді     | Дієґо Альварес Александрос Якуповіч | 3–6, 3–6 |
| Поразка   | 0–2 | Вер 2012 | Тбілісі, Джорджія F2   | Ф'ючерс | Ґрунт    | David Kvernadze | Владислав Манафов Ярослав Шило      | 2–6, 4–6 |

## Кубок Девіса

### Участі: (0–9)
| Участь у матчах груп |
| -------------------- |
| Світова група (0–0)  |
| Плей-оф СГ (0–0)     |
| Група I (0–4)        |
| Група II (0–4)       |
| Група III (0–1)      |
| Група IV (0–0)       |

| Матчів за покриттям |
| ------------------- |
| Тверде (0–3)        |
| Ґрунт (0–6)         |
| Трава (0–0)         |
| Килим (0–0)         |

| Матчів за розрядом     |
| ---------------------- |
| Одиночний розряд (0–6) |
| Парний розряд (0–3)    |

- ▲ ▼ позначає результат матчу на Кубок Девіса, після чого вказано дату, місце проведення і тип покриття тенісного корту.

| Rubber outcome | Ранг | Rubber | Тип матчу (партнер, якщо є)                                                                                      | Країна-суперниця                                                                                                 | Гравець(вці)-суперник(и)                                                                                         | Рахунок |
| ▼1–4; 11–13 квітня 2008; Sibamac Arena, Братислава, Словаччина; 2-ге коло Групи I зони Європа/Африка; Тверде (з)                               | ▼1–4; 11–13 квітня 2008; Sibamac Arena, Братислава, Словаччина; 2-ге коло Групи I зони Європа/Африка; Тверде (з) | ▼1–4; 11–13 квітня 2008; Sibamac Arena, Братислава, Словаччина; 2-ге коло Групи I зони Європа/Африка; Тверде (з) | ▼1–4; 11–13 квітня 2008; Sibamac Arena, Братислава, Словаччина; 2-ге коло Групи I зони Європа/Африка; Тверде (з) | ▼1–4; 11–13 квітня 2008; Sibamac Arena, Братислава, Словаччина; 2-ге коло Групи I зони Європа/Африка; Тверде (з) | ▼1–4; 11–13 квітня 2008; Sibamac Arena, Братислава, Словаччина; 2-ге коло Групи I зони Європа/Африка; Тверде (з) | ▼1–4; 11–13 квітня 2008; Sibamac Arena, Братислава, Словаччина; 2-ге коло Групи I зони Європа/Африка; Тверде (з) |
| --- | --- | --- | --- | --- | --- | --- |
| Поразка | 1 | II | Одиночний розряд                                                                                                 | Словаччина | Домінік Грбатий                                                                                                  | 4–6, 4–6, 4–6 |
| Поразка | 2 | III | Парний розряд (з Іраклієм Лабадзе)                                                                               | Словаччина | Міхал Мертиняк / Філіп Полашек                                                                                   | 3–6, 3–6, 5–7 |
| Поразка | 3 | IV | Одиночний розряд                                                                                                 | Словаччина | Лукаш Лацко | 3–6, 1–6, 3–6 |
| ▼0–3; 19–21 вересня 2008; Republic Olympic Training Center for Tennis, Мінськ, Білорусь; плей-оф на вибуття Групи I зони Європа/Африка; Тверде | | | | | | |
| Поразка | 4 | IV | Одиночний розряд (Матч без турнірного значення)                                                                  | Білорусь | Володимир Ігнатик                                                                                                | 4–6 ABN |
| ▼0–5; 10–12 липня 2009; El Gezera Sporting Club, Каїр, Єгипет; плей-оф на вибуття Групи II зони Європа/Африка; ґрунт                           | | | | | | |
| Поразка | 5 | II | Одиночний розряд                                                                                                 | Єгипет | Шеріф Сабри | 2–6, 4–6, 0–6 |
| Поразка | 6 | III | Парний розряд (з Гіоргі Хрікадзе)                                                                                | Єгипет | Карім Маамун / Шеріф Сабри                                                                                       | 0–6, 2–6, 1–6 |
| Поразка | 7 | IV | Одиночний розряд (Матч без турнірного значення)                                                                  | Єгипет | Мохамед Мамун | 1–6, 3–6 |
| ▼1–2; 13 травня 2010; Olympic Tennis Center, Марусі, Греція; коловий турнір Групи III зони Європа; Тверде                                      | | | | | | |
| Поразка | 8 | II | Одиночний розряд                                                                                                 | Люксембург | Жіль Мюллер | 2–6, 1–6 |
| ▲3–2; 15–17 липня 2016; Mziuri Tennis Club, Тбілісі, Джорджія; плей-оф на вибуття Групи II зони Європа/Африка; Тверде                          | | | | | | |
| Поразка | 9 | III | Парний розряд (з Ніколозом Басілашвілі)                                                                          | Зімбабве | Бенджамін Лок / Кортні Джон Лок                                                                                  | 6–3, 6–3, 6–7(6–8), 4–6, 4–6                                                                                     |